# Hôtel Max Hallet
L'Hôtel Max Hallet est un bâtiment de style « Art nouveau » édifié par l'architecte Victor Horta au numéro 346 de l'avenue Louise, à Bruxelles, capitale de la Belgique.

## Localisation
L'Hôtel Max Hallet se dresse au numéro 346 de l'avenue Louise une des avenues les plus prestigieuses de Bruxelles, dans un quartier très riche en édifices Art nouveau de premier ordre puisqu'on y trouve rien moins que l'Hôtel Solvay, l'Hôtel Tassel, l'Hôtel Otlet, l'Hôtel De Brouckère, la maison Hankar, l'Hôtel Ciamberlani…

## Historique

### Construction
C'est en 1904-1906 que Victor Horta construisit cet hôtel de maître pour son ami l'avocat et politicien Max Hallet.

### Classement
L'hôtel fait l'objet d'un classement au titre des monuments historiques depuis le 16 octobre 1975.

### Restauration
L'édifice a fait l'objet d'une restauration par l'architecte Xavier Viérin vers 2001 et par l'architecte Barbara Van der Wee vers 2007.
Une polémique éclate en juin 2009 entre Michel Gilbert, propriétaire de l'hôtel Max Hallet et les ayants droit de Victor Horta, représentés par la Sofam, la société de gestion des droits d'auteur qui s'occupe en Belgique des œuvres architecturales et graphiques et qui gère les droits à l'image des héritiers de Horta,.

## Architecture

### Structure et matériau
L'hôtel présente une large façade en pierre d'Euville dont la grande symétrie tranche avec d'autres réalisations de Victor Horta : « il marque dans la carrière de Horta un passage à un style assagi, voire « classique » (selon Mesnil) ».
Cette façade présente trois travées et deux niveaux, surmontés d'un niveau de lucarnes réalisées elles aussi en pierre d'Euville.

### Le rez-de-chaussée
Le rez-de-chaussée présente la seule asymétrie de la façade : la porte cochère et la baie qui la flanque rompent en effet l'alignement strict qui caractérise les autres travées.
Cette porte cochère est composée de deux vantaux percés chacun d'une fenêtre à arc légèrement rampant. Ces deux fenêtres ainsi que la fenêtre d'imposte qui les surmonte sont protégées par des fers forgés dont le dessin est typique du style de Victor Horta.
La porte est flanquée d'une fenêtre tripartite à meneaux de pierre surmontée d'une fenêtre d'imposte dont les fers forgés reprennent le motif de la fenêtre d'imposte de la porte.
Les deux autres travées du rez-de-chaussée, identiques l'une à l'autre, présentent chacune une fenêtre de cave à arc surbaissé soutenu par des meneaux de pierre et une vaste fenêtre à meneaux de bois dont l'appui de fenêtre est orné d'un motif en forme de ruban (motif décoratif que l'on retrouve sur d'autres bâtiments de Victor Horta comme la maison-atelier du sculpteur Fernand Dubois par exemple).
On admirera le motif répétitif constitué par les sommiers des linteaux.

### L'étage
L'étage, d'une totale symétrie, est percé de trois grandes baies tripartites surmontées chacune d'un arc surbaissé légèrement brisé.
Les trumeaux situés entre ces baies sont ornés de grands panneaux inscrits en creux.
Ces baies sont précédées d'un balcon qui court sur toute la largeur de la façade et en souligne la composante horizontale.
La face inférieure de ce balcon est ornée d'une belle « frise de consoles et de glyphes » à laquelle fait écho la frise de console et de denticules qui orne la corniche.

### Intérieur

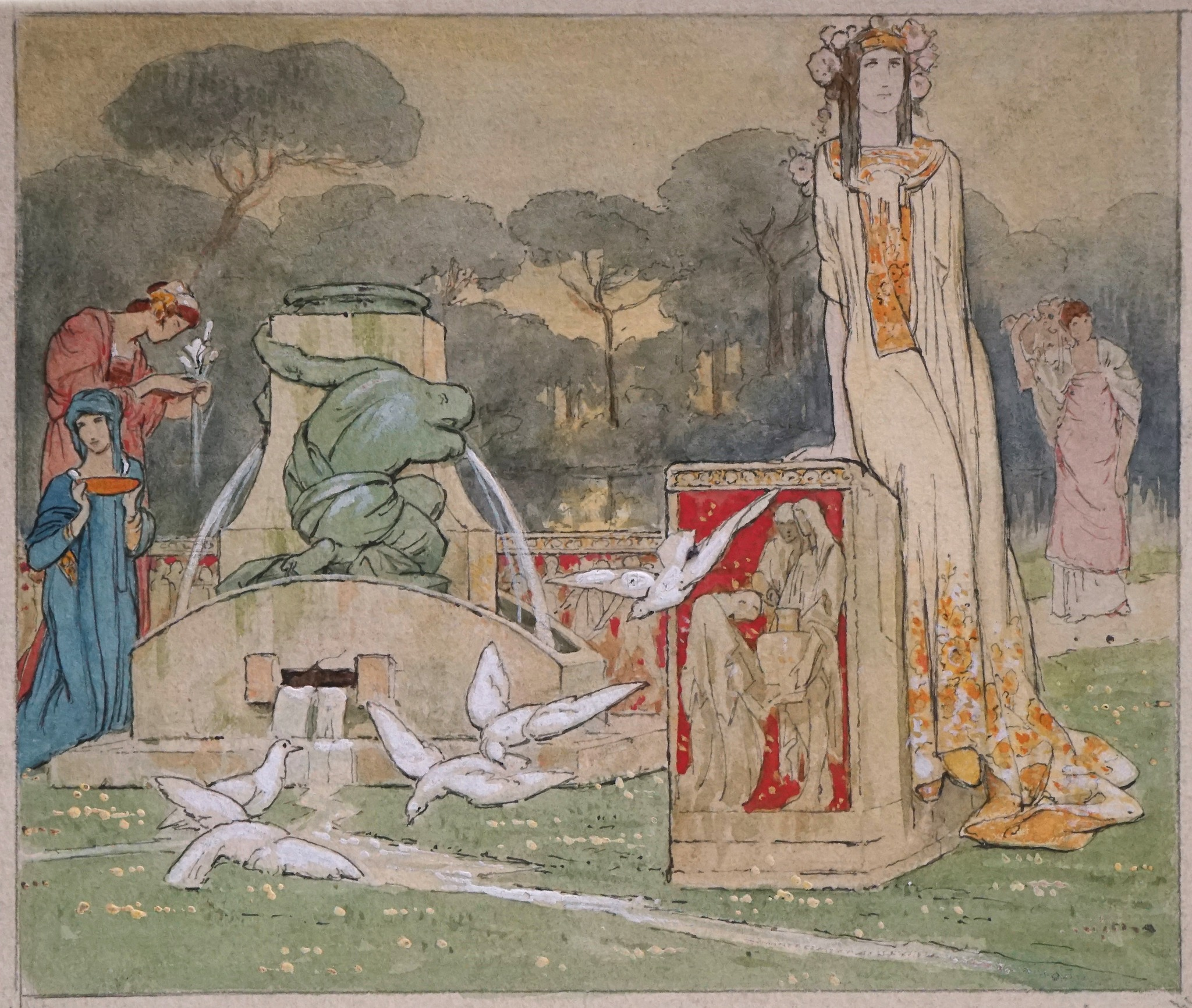
Victor Van Dyck, Femmes à la fontaine, projet de peinture murale pour la cage d'escalier de l'Hôtel Hallet.

### Les lucarnes
La façade est surmontée d'une toiture mansardée couverte d'ardoisé et percée de trois lucarnes réalisées en pierre d'Euville. Ces lucarnes possèdent une encadrement sculpté dans la veine de l'Art nouveau floral et sont surmontées chacune d'un arc surbaissé légèrement brisé.